# 全裸スポーツ

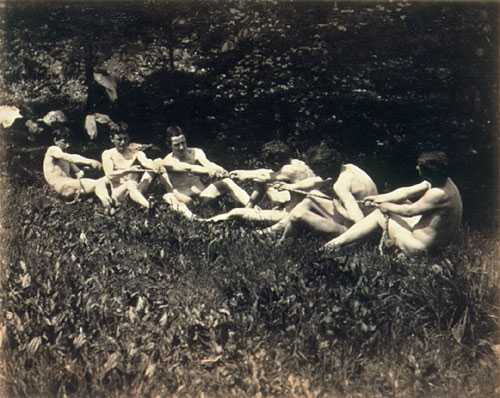
全裸綱引き

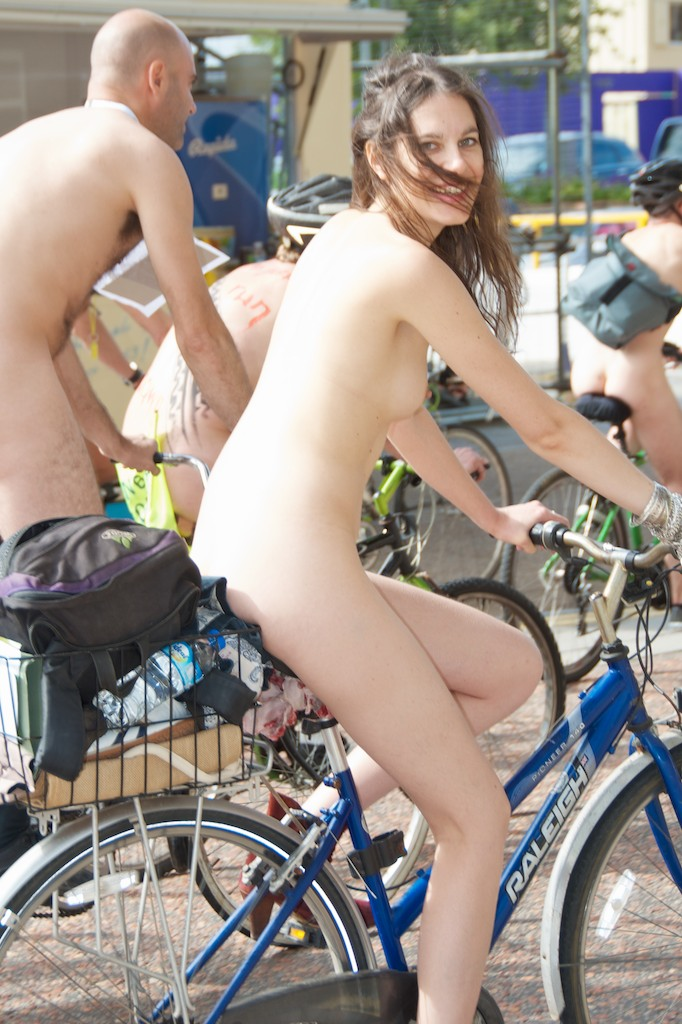
全裸でWorld Naked Bike Rideに参加する人々

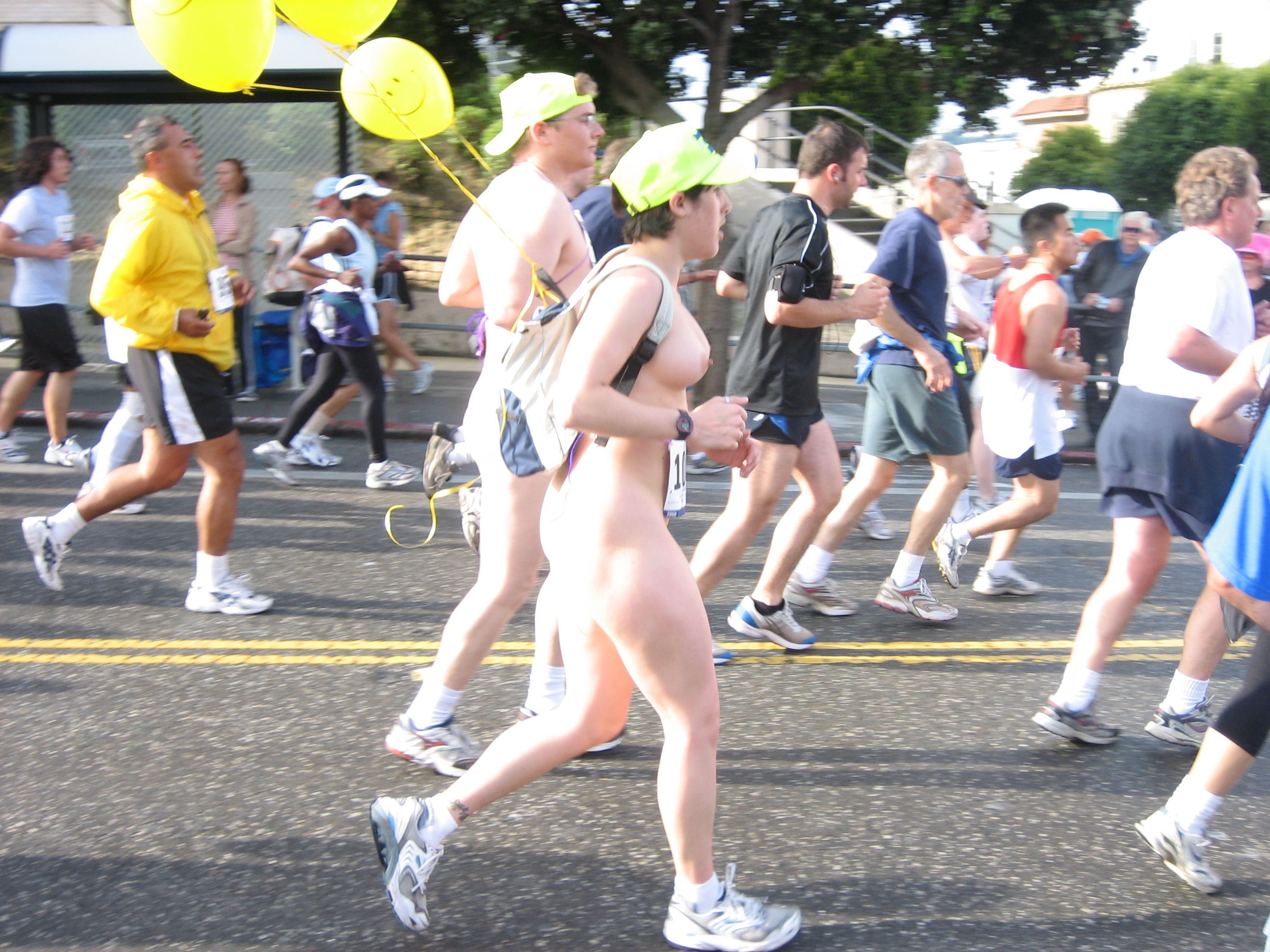
全裸でランニングに参加する人々

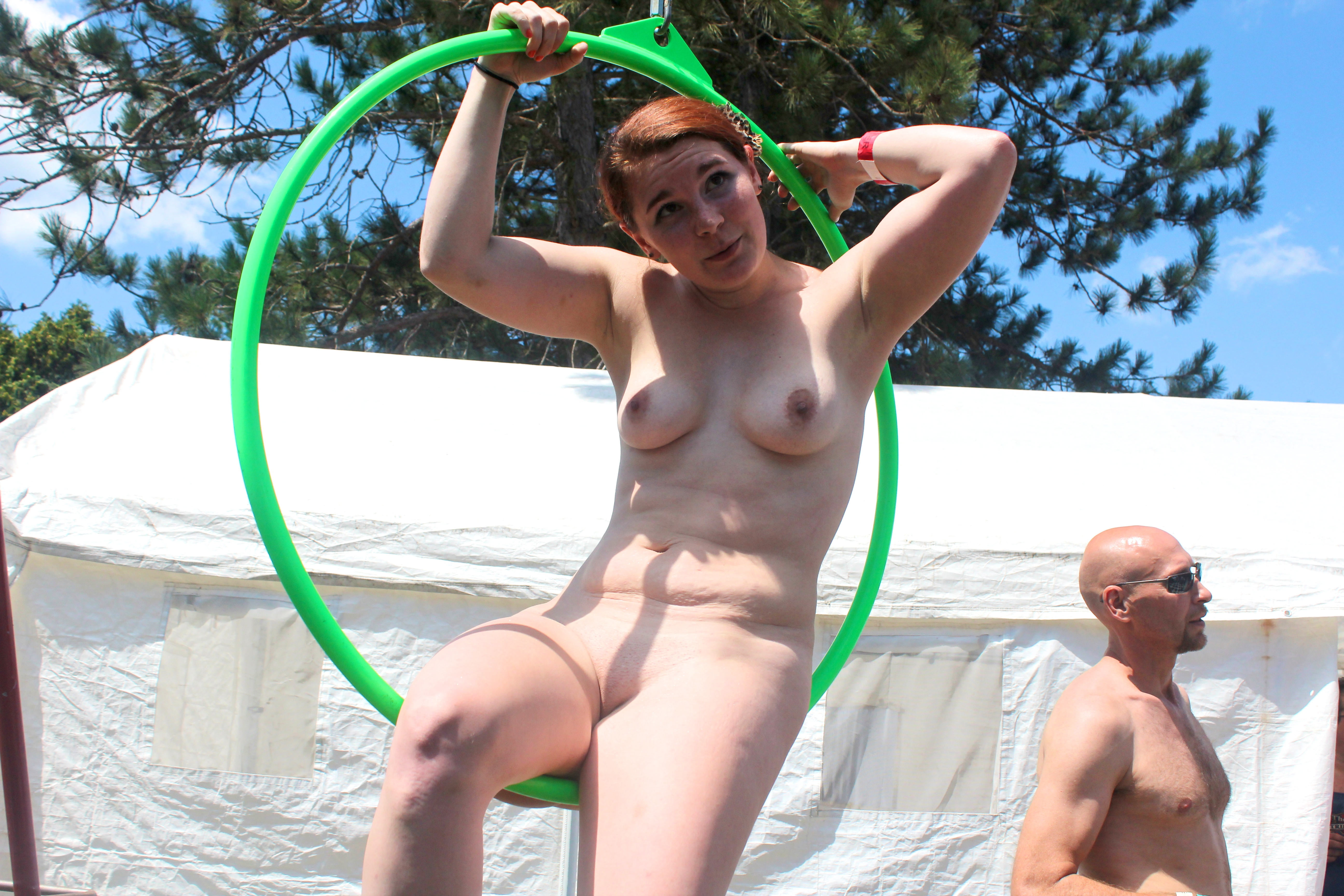

全裸スポーツ（ぜんらスポーツ）とは衣服を一切着用せず、全裸で行うスポーツのことである。

## 歴史

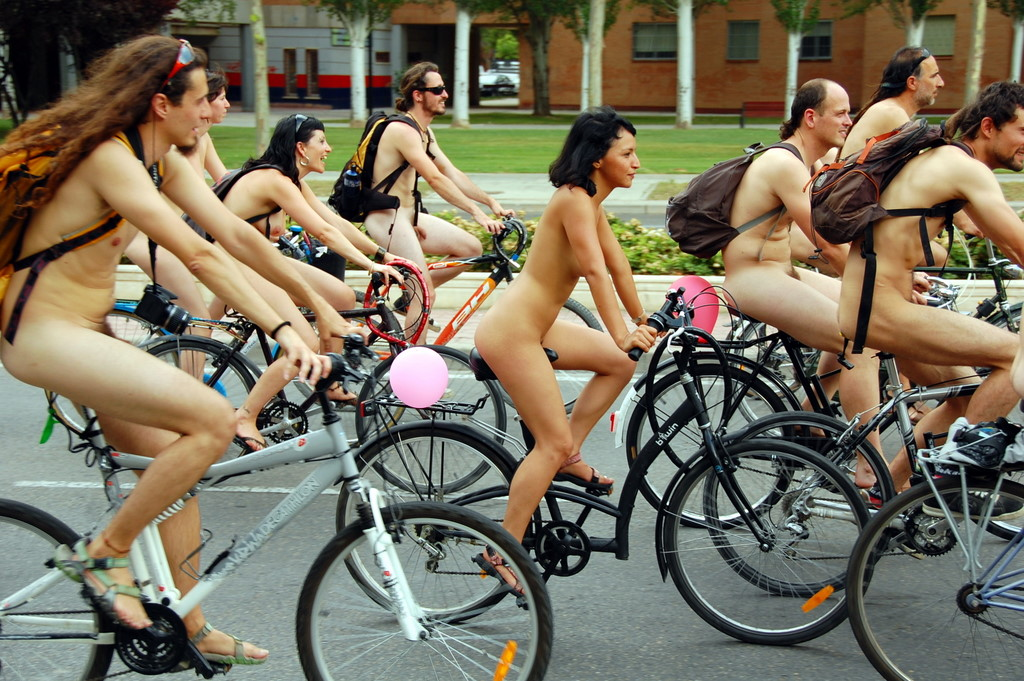
『World Naked Bike Ride』に参加する人々

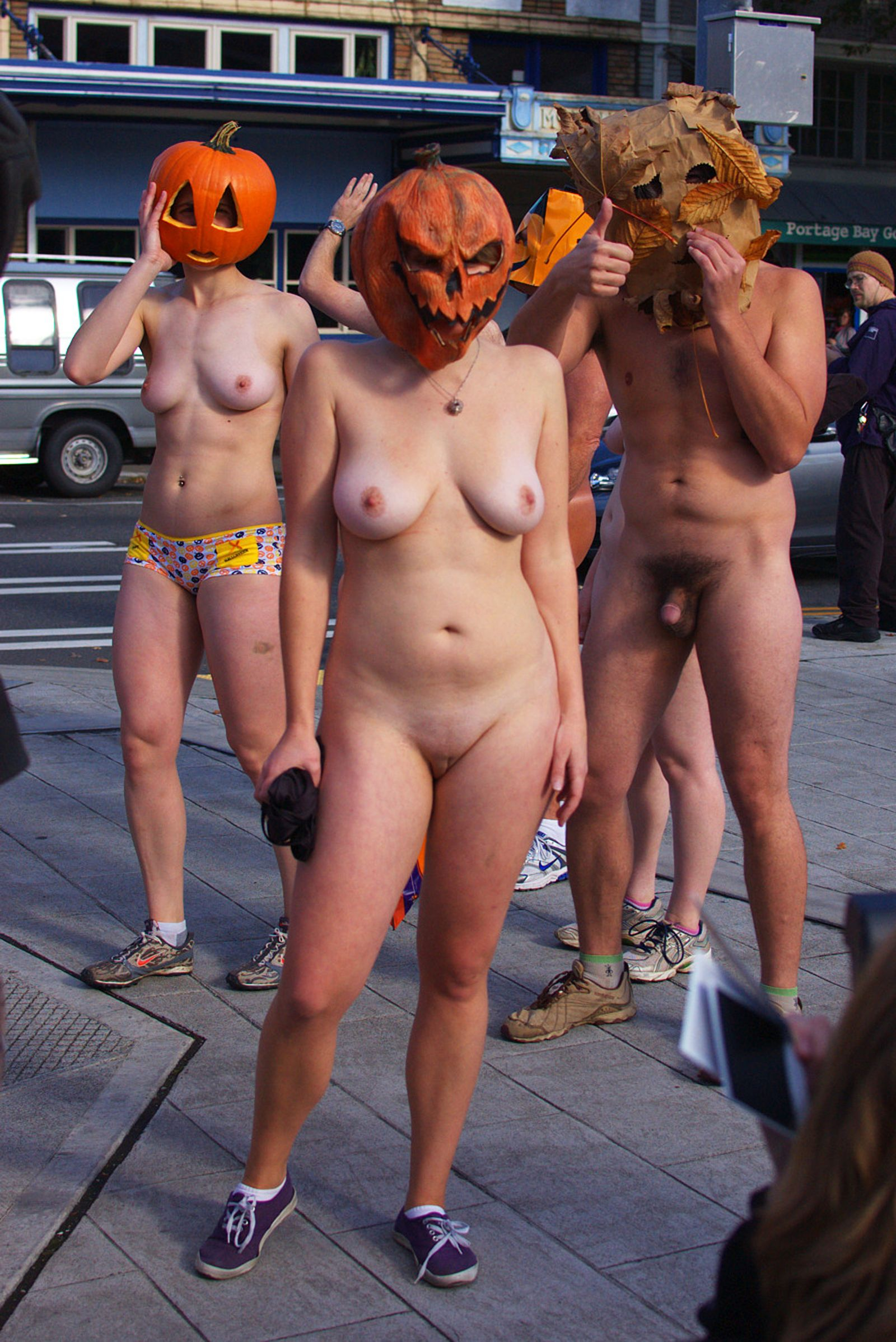
『ネイキッド・パンプキン・ラン』に参加する男女（2010年）

古代ギリシアでは、アポローンやディオニューソスなどの神々を陰部を一切隠さずに、全裸で踊りたたえる『Gymnopaedia』と呼ばれる儀式が存在した。またスポーツは日常生活において重要な役割を果たしていた。また、古代オリンピックでは被服をすべて脱いで全裸になった状態の男性が様々な競技を行っていた。
全裸スポーツとネイチャリズムは個人、家族だけでなく、社会的なスポーツでもあった。 一時期は、スポーツを全裸で行うことは一般的ではなくなっていたが、のちに全裸スポーツが復活していくことになる。最初に導入されたのはスパルタの都市国家で、体中にオイルを塗って肉体の美しさを強調した。20世紀に入ると、レクリエーションとしての全裸スポーツが非常に盛んに行われるようになり、ドイツなどヨーロッパを中心として登山、乗馬、レスリング、ボウリング、バスケットボール、ビーチバレー、バドミントン、テニスなどが行われるようになり、北欧やアメリカ合衆国、オーストラリアへと世界各地へと広まっていった。これと並行してヌーディズムへの理解が世界的に広まるようになる。『ネイキッド・パンプキン・ラン』や、毎年7月にはニュージーランドの祭り「Zwarte Cross」内で行われる、全裸にヘルメットのみ着用した人々が走る『Naked Run』など大規模な大会も数多く行われている。アメリカ合衆国の大学では『Naked Mile』という、裸のままキャンパスの周りを走る行事が行われることがあり、多くの生徒が参加する。（詳しくはストリーキングを参照。）現在、世界各地で全裸スポーツの大会が開催されている。

## ワールド・ネイキッド・バイク・ライド

### 概要
ワールド・ネイキッド・バイク・ライド(en)（裸で自転車走行/World Naked Bike Ride）は21世紀の代表的な全裸スポーツであり、世界的に有名である。また、代表的な公衆の面前でのヌードの行為の一つである。2003年に初めて開催された当時は、10か国28都市で開催されていたが、現在全20ヶ国、70都市で開催されている世界規模な活動である。参加条件は特にない。
毎年3月にはオーストラリアのメルボルン、ブラジルのリオデジャネイロ、南アフリカ共和国のケープタウンやヨハネスブルグ、プレトリアやダーバンなどの南半球で、6月の第二週の土曜日•日曜日から8月にかけてはアメリカ合衆国のサンフランシスコやロサンゼルス、ボストンやニューオーリンズ、シカゴやイギリス・ロンドン中心部のピカデリー・サーカス付近などの様々な場所で行われる。スタート地点はロンドン・ブリッジやロンドン・タワーの近くにある「タワーヒル（Tower Hill）」駅であることが多い。オランダやフランス、自転車利用者に対する環境の厳しさで知られるスペインのマドリードや交通渋滞や大気汚染の問題が深刻化しているメキシコなどの北半球の各都市で行われている。カナダではバンクーバー以外にもトロントをはじめ、モントリオールや首都であるオタワなどでも行われている。ロンドンでの開催責任者は、ジェシー・シュ―ストとバーナード・ボーズの2人である。2人は2009年当時の目的として、『歩行者やサイクリストが安心して通れる道路を整備してもらえるように市役所を説得していけたらいいな』と語っている。
イベントの主な目的は、「どんな体も素晴らしい」を意味する「Body Positivity」の運動や、地球温暖化をもたらす化石燃料や自動車への抗議（「人間は裸でも生きていけるし、移動もできる」と主張）、サイクリストの権利取得である。実際、多くの参加者は、このイベントのキャッチフレーズともなりつつある「Less GAS, More ASS（ガソリンは少なく、お尻は多く）」というメッセージを体に書いて走る。開催地でボディペインティングを施すため、ボランティアを募集する場合もある。イベントの終わりにはアフターパーティも開催され、裸のまま参加者全員で広い噴水をシャワー代わりに体を洗ったり、海で全裸水泳（スキニー・ディップ）をしたり、他者同士で記念写真を撮ったりするなどして楽しむ。
毎年多くの参加者が集まり、参加者は、男性の場合は下着（シャツなど）を着用する人が多数である。また男性は自転車に乗る際、睾丸（キンタマ）がぶつかり痛みを感じる。女性の場合は下半身の女性器（幼児語または俗語で主におまんこといわれる部分）とお尻（臀部）を隠す（露出を恥ずかしがる）人が約半数のため、下着（パンティー）やボトムスの水着（ビキニ、Tバッグ、Gストリングなど）、短めのホットパンツのみを着用したトップレス（乳房/乳首/おっぱいが堂々と丸出しの状態）の人や、カラフルなボディペインティングを施した人が多く見かけられる。ごく少数ではあるが、ブラジャーを着用して、乳房を覆う人もいる。差別や偏見をなくすため回数を重ねることにつれて、被服を一切着用していないですべて丸出しにした全裸の女性の参加者が増えている。仮面をかぶる人もいる。
2012年、ロンドンで開催された際は約1000人が参加した。2019年6月8日、ロンドンにて16回目の活動が開催されたほか、これまで活動が行われてきた世界各地で盛大的に開催された。
参加中の様子をインスタグラムをはじめとしたSNSやブログ、YouTubeに投稿する人が増えている傾向にある。

### メディアの報道
2009年、2013年、2015年、2018年にイギリス・ロンドンで行われた際は陰部(おっぱいなど)が丸見えの全裸の参加者が多く見かけられ、メディアで話題となった。
2018年にはアメリカ合衆国・オレゴン州ポートランドで約1万人が参加した大会が開催された。裸・全裸になる理由としては、「ファッション・モデルのような体形に憧れて、そうでない体の人を蔑視したり、自己嫌悪したり、拒食症になったり、整形にハマったりせず、それぞれの身体を讃えましょう、ということ」と語っている。なお、日本を含め、中国や大韓民国、モンゴル国などアジア州で開催されたことはない。

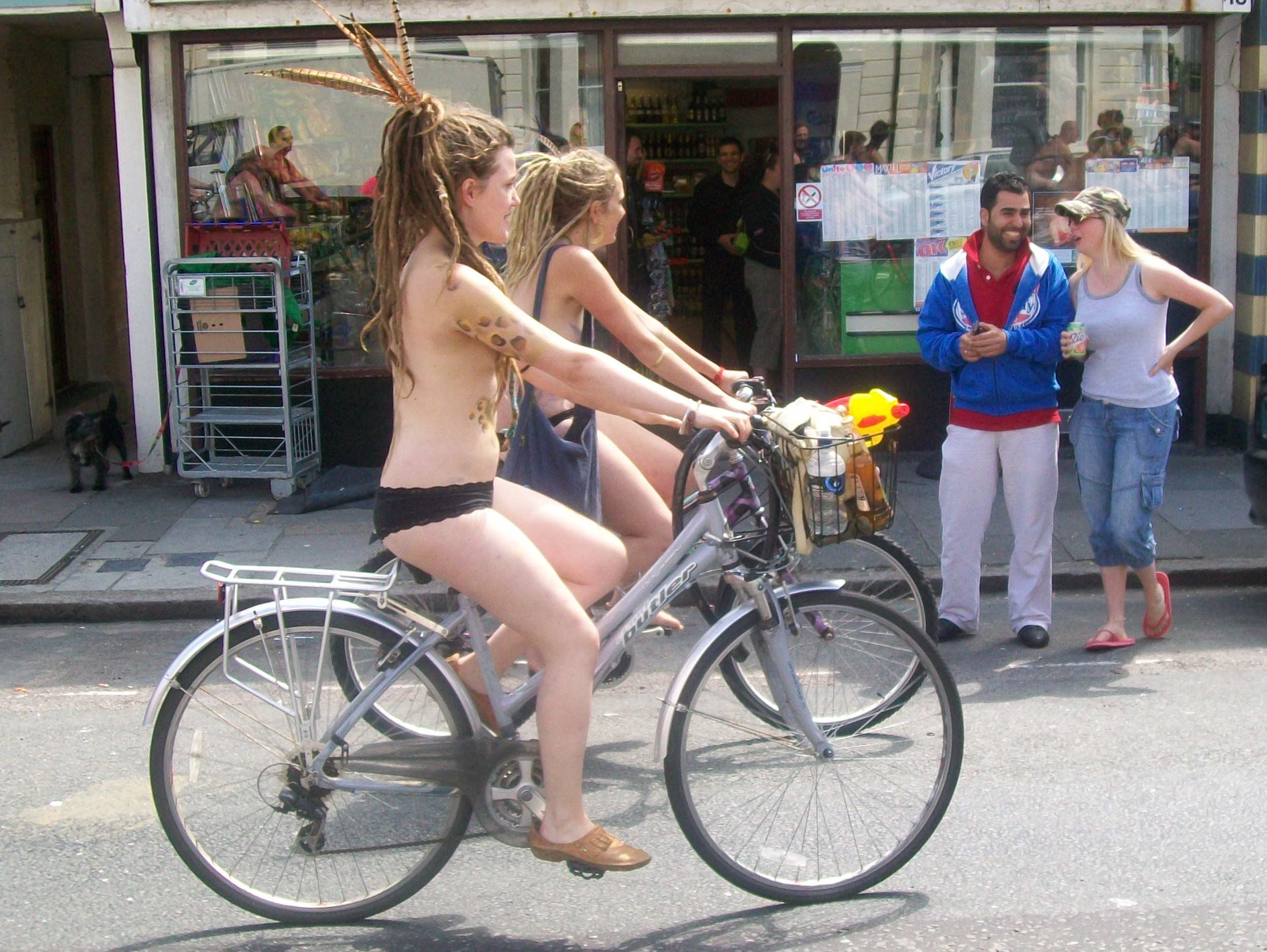
パンティーを着用して、WNBRに参加中のトップレスの女性

おっぱいランニングやバドミントンなど多くのスポーツを全裸で行う人がヌーディストの団体に限らず、毎年、世界各地で増えてきている。ヌーディストが登場するアメリカ合衆国のテレビ番組『Buying Naked』では、ほとんど毎回、テニスやジョギング、スイミングをする裸の人々の姿が写された。（尻以外の性器は何らかの物体によって隠される）